# Minilya River
Minilya River är ett vattendrag i Australien. Det ligger i delstaten Western Australia, omkring 910 kilometer norr om delstatshuvudstaden Perth.
Trakten runt Minilya River är nära nog obefolkad, med mindre än två invånare per kvadratkilometer. Genomsnittlig årsnederbörd är 152 millimeter. Den regnigaste månaden är januari, med i genomsnitt 38 mm nederbörd, och den torraste är oktober, med 1 mm nederbörd.